# 5316 Filatov
5316 Filatov (1982 UB7) là một tiểu hành tinh vành đai chính được phát hiện ngày 21 tháng 10 năm 1982 bởi Karachkina, L. G. ở Nauchnyj.